# 戴存信
戴存信（Ernest Taylor，1875-1945），基督教內地會傳教士，内地會創始人戴德生（James Hudson Taylor）與福珍妮（Jennie Faulding）的兒子。

### 书籍
- 張陳一萍、戴紹曾著《雖至於死：台約爾傳》第1版，2015年，廣西師範大學出版社。